# 安芸津町
安芸津町（あきつちょう）は、広島県にあった町。豊田郡に属した。2005年2月7日に賀茂郡黒瀬・河内・豊栄・福富各町とともに東広島市に編入された。

## 地理

### 河川
- 三津大川
- 高野川
- 郷川

### 山
- 蚊無奥山（541.6m）
- 野山（491.8m）
- 灘山（296.4m）

### 島
- 藍之島
- 大芝島…有人島。ビワ、ミカンを中心に栽培。
- 小芝島…2010年ごろに潮が引いた時に島の形がハートに見えるとして有名に
- 唐船島
- 鼻繰島
- ホボロ島
- 龍王島…龍王島自然体験村がある。

## 歴史

### 町名の由来
- 「安芸国の良い津（港）」という意味が込められており、発足当時の宮村才一郎広島県知事（任期：1942年6月 - 1943年7月）が命名した。

### 沿革
- 1889年4月1日 - 市町村制施行。安芸津町域には当時賀茂郡に属する早田原・三津の両村と豊田郡木谷村があった。
- 1893年4月12日 - 三津村が町制施行して三津町になる。
- 1943年1月1日 - 賀茂郡三津町及び早田原村、豊田郡木谷村が対等合併して安芸津町が成立する。
- 1956年4月1日 - 安芸津町の所属郡が賀茂郡から豊田郡に変更される。
- 2005年2月7日 - 賀茂郡黒瀬・河内・豊栄・福富各町とともに東広島市に編入される。

### 主な出来事
- 1972年7月9日 - 梅雨前線豪雨（昭和47年7月豪雨）により町内でがけ崩れが発生。土砂がプロパンガスの貯蔵施設を直撃してガスボンベ約120本が次々と爆発、付近の住民6人が重軽傷を負った[1]。

## 主要施設
- 県立安芸津病院
  - 旧安芸津町、竹原市、大崎上島町等隣接地域の中核病院として、この地域で不足している小児医療や、竹原地区二次救急医療圏における病院群輪番制参加病院として救急医療の役割を担っている。しかし、最近の少子化による産婦人科減少が波及し、当院の産婦人科も廃止された。
- 東広島市安芸津B&G海洋センター
  - B&G財団による体育館およびプール施設。国道185号線沿い、駐車場70台収容。

## 教育（2005年2月6日当時のデータ）

### 小学校
- 安芸津町立大田小学校
- 安芸津町立風早小学校
- 安芸津町立木谷小学校
- 安芸津町立小松原小学校
- 安芸津町立三津小学校
- 安芸津町立大芝小学校（1992年より休校）現在は校舎なども取り壊されている。

### 中学校
- 安芸津町立安芸津中学校

### 高等学校
- 広島県立豊田高等学校

## 交通（2005年2月6日当時のデータ）

### 鉄道
- JR呉線が通っており、町内には以下の施設がある。
  - 安芸津駅
  - 風早駅

### 道路
- 国道
  - 国道185号
- 主要地方道
  - 広島県道32号安芸津下三永線
- 一般県道
  - 広島県道206号風早停車場線
  - 広島県道207号安芸津停車場線
  - 広島県道353号内海三津線

### 航路
- JR呉線安芸津駅の南側にある安芸津港から大崎上島に行くフェリー（安芸津フェリー）が発着している。

## 名所・旧跡
- 正福寺山公園…サクラの名所。
- 祝詞山八幡神社

## 産業
- 農業では主としてジャガイモやビワ、ミカンの栽培
- 水産業では主としてカキの養殖が行われている
- 造船業
- 日本酒（安芸津の酒）
- 化学製品

## 大字（2005年2月6日当時のデータ）
- 大田（おおだ）
- 風早（かざはや）
- 木谷（きだに）
- 小松原（こまつばら）
- 三津（みつ）

## 安芸津町出身の有名人
- 赤松珠抄子（空間プランナー）
- 安芸乃島勝巳（元力士、最高位は関脇、現高田川親方）
- 大洲秋登（詩人）
- 岡本綾子（女子プロゴルファー） - 世界ゴルフ殿堂入りしている世界的な名選手。
- 加計勉（教育者、実業家） - 加計学園創始者。三津町出身。
- 日下晃次郎（三津町長、広島県多額納税者、廣島證券商事社長）
- 日下賛三（酒造家、素封家）
- 日浦孝則（歌手、元class） - 大芝島出身。
- 三浦仙三郎（酒造家、吟醸酒発明者、吟醸酒の産みの親、軟水醸造法開発） - 豊田郡三津村。
- 南喜陽（柔道家） - 1973年、75年世界選手権優勝。
- 南一誠（演歌歌手） - 広島を中心に活動している。